# Margot Vuga
Margot Vuga (* 18. März 1970 in Innsbruck) ist eine österreichische Schauspielerin und Regisseurin.

## Leben
Mit 16 Jahren sammelte sie erste Erfahrungen am Landestheater und Kellertheater in Innsbruck.
Zwei Jahre später ging nach Wien. Dort wirkte sie unter anderem im Theater Drachengasse im Zweipersonenstück „Savannah Bay“ von der französischen Schriftstellerin Marguerite Duras mit Hilde Krahl als Partnerin.
Darauf folgte sie einer Einladung von Peter Stein nach Berlin, wo sie acht Jahre lebte, und mit Ernst Stötzner und Peter Zadek am Maxim Gorki Theater und Berliner Ensemble arbeitete. Ihre erste Filmrolle spielte sie mit 24 Jahren in der weiblichen Hauptrolle unter der Regie von Götz Spielmann in dem Streifen „Die Angst vor der Idylle“ welcher 1995 eine Teilnahme an den Filmfestspielen „Berlinale“ und „Diagonale“ erwirkte.
Weitere Engagements kamen an den Salzburger Festspiele mit Andrzej Wajda, am Volkstheater Wien mit Ruth Drexel, Hilde Sochor, Theater im Rabenhof Theater Wien, an den Ruhrfestspiele Recklinghausen, und am Theatro de Fenice in Venedig. Die Arbeit für und mit Kindern war ihr immer wichtig, so gastierte sie  am Theater der Jugend in Wien, später gastierte sie sie am Alten Schauspielhaus Stuttgart, wo sie die Rolle der Blanche DuBois übernahm.
Sie widmete sich von 2008 bis 2019 zudem der Lehrtätigkeit im Schauspielunterricht an einer Wiener Schauspielschule.
Eigene Regiearbeiten folgten, u. a. an der Theaterakademie in St. Petersburg (Don Quichote nach Cervantes von Leonid Itzelev), Theater Drachengasse (Onkel Wanja nach Anton Tschechow), ehemaliger Kunstraum MOË (Schwimmen wie Hunde von Reto Finger) in Zusammenarbeit mit dem preisgekrönten amerikanischen Tierfotografen Seth Casteel, seine erste europäische Ausstellung von „Underwaterdogs“,
Theater Spielraum (Kaspar Hauser von Jürg Amann).
Margot Vuga lebt in Wien.

## Theater (Auswahl)
- Maxim Gorki Theater
- Berliner Ensemble
- Salzburger Festspiele
- Volkstheater Wien
- Theater Rabenhof
- Theater der Jugend
- Volkstheater Wien
- Landestheater St. Pölten
- Landestheater Salzburg
- Theater Drachengasse
- Altes Schauspielhaus Stuttgart

Auswahl Regisseure: Andrzej Wajda, Peter Stein, Peter Zadek, Götz Fritsch, Ernst Stötzner, Ruth Drexel, Hilde Sochor, Folke Braband, Paola Löw, u. a.
- 2009: Sommernachtstraum von William Shakespeare / Kooperation TEV Theatre mit Reinhardt Winter / Tournee Österreich, Deutschland
- 2011: Don Quichote nach Miguel de Cervantes von Leonid Itzelev / Theaterakademie St. Petersburg
- 2012:Schwimmen wie Hunde von Reto Finger/Kulturzentrum MOE in Zusammenarbeit mit Seth Casteel, preisgekrönter amerikanischer Tierfotograf "UNDERWATERDOGS"
- 2014: Kaspar Hauser von Jürg Amann / Theater Spielraum
- 2015: Onkel Wanja nach Anton Tschechow / Theater Drachengasse
- 2016: Trüffelschweine von Kristo Sagor / Studiobühne Krauss
- 2017: Ritter, Dene, Voss von Thomas Bernhard / Studiobühne Krauss
- 2017: Schwester von/nach Lot Vekemans / Studiobühne Krauss
- 2018: Der Trojanische Krieg findet nicht statt nach Jean Giraudoux / Studiobühne Krauss
- 2018: Bombsong von Dea Loher / Studiobühne Krauss
- 2019: Geschlossene Gesellschaft nach Jean-Paul Sartre / Studiobühne Krauss
- 2019: Prinzessinnendramen/Jackie nach Elfriede Jelinek / Studiobühne Krauss

## Filmografie (Auswahl)
- 1995: Tatort: Die Freundin. Regie: Jürgen Kaizik
- 1996: Tatort: Mein ist die Rache. Regie: Houchang Allahyari
- 1996: Die Angst vor der Idylle. Kinofilm. Regie: Götz Spielmann / Diagonale / Berlinale 1997
- 1997: Der Schattenbildner. Regie: Ayse Buchara
- 1999: Kommissar Rex. Regie: Wilhelm Engelhardt
- 2000: Kommissar Rex. Telefonterror. Regie: Peter Carpentier
- 2000: Medicopter 117 – Jedes Leben zählt. . Regie: Wolfgang Dickmann
- 2003: Tatort München. Regie Manuel Siebenmann
- 2010: Michael. Kinofilm, Regie: Markus Schleinzer, Wettbewerbsfilm Cannes 2011 / Max Ophülpreis / Bester Spielfilm 2011
- 2012: Tuppern. Regie: Vanessa Gräfingholt, Diagonale Graz 2013
- 2012: Onatah. Regie: Alexander Bruckner Cannes 2013
- 2013: Tatort: Unvergessen. Regie: Sascha Bigler
- 2013: Die Detektive Regie: Michi Riebl
- 2015: Soko Kitzbühel. Regie: Rainer Hackstock
- 2018: Soldat Ahmet.Dokumentarfilm. Regie: Jannis Lenz / Diagonale 2021